# Noah Beyer
Noah Beyer (* 15. Mai 1997 in Oberhausen) ist ein deutscher Handballspieler. Er steht aktuell beim Bergischen HC unter Vertrag.

## Werdegang

### Vereinsspieler
Beyer begann bereits früh mit dem Handball beim TV Jahn Hiesfeld. Noch in der Jugend wechselte er über den MTV Rheinwacht Dinslaken zum TUSEM Essen, mit dem er in der A-Jugend in der U19-Bundesliga spielte, bevor er in den Kader der zweiten Mannschaft in der Handball-Oberliga aufgenommen wurde. Zur Saison 2014/15 wechselte der 17-jährige Beyer in die Profimannschaft des TUSEM Essen in die 2. Handball-Bundesliga. Am 29. August 2014 gab er sein Debüt im Heimspiel gegen den SC DHfK Leipzig, welches die TUSEM 18:22 verlor. Nur zwei Minuten nach seiner Einwechslung traf er erstmals für die Mannschaft. 2016 verlängerte Beyer seinen Vertrag um weitere zwei Jahre bis 2018. Mit TUSEM Essen stieg er 2020 in die Bundesliga auf. Ein Jahr später trat Beyer mit Essen den Gang in die Zweitklassigkeit an. Im Sommer 2022 wechselte er zum Bundesligisten Bergischen HC. 2024 stieg er mit dem Bergischen HC in die 2. Bundesliga ab und kehrte ein Jahr später wieder in die Bundesliga zurück.

### Nationalspieler
Beyer spielte als Mitglied in den Nachwuchs-Nationalmannschaften des DHB. So gehörte er im August 2015 zum Aufgebot der U19 bei der U-19-Handball-Weltmeisterschaft 2015 in Russland. Zuvor hatte er sich bei Auswahltests in Katar durchsetzen können.

## Privates
Nachdem Beyer die Realschule am Gustav-Heinemann-Schulzentrum in Dinslaken besuchte, wechselte er an das Sophie-Scholl-Berufskolleg in Duisburg-Hamborn, an dem er aktuell das Sportabitur anstrebt.